# هاناهه
هاناهه یا هاناهو یا هاناهوئه (کره‌ای: 하나회، با تلفظِ Hanahwe به معنای «گروه یک») یک گروهکِ غیررسمی و انجمن مخفی از افسرانِ نظامی در کره‌جنوبی به رهبری چون دو هوان بود؛ کسی که بعدها در جمهوری پنجم، رئیس‌جمهوریِ کره‌جنوبی شد. هاناهه که نخست توسط فارغ‌التحصیلانِ کلاسِ یازدهمِ آکادمی نظامی کره در سال ۱۹۵۵ تشکیل شد، با استخدامِ سه تا چهار عضو از کلاس‌های KMA، بیشتر هم اهلِ گیونگ سانگدو، بر صفوفِ خود افزود. هاناهه، هستهٔ اصلی گروهی را ساخت که در پایان، کنترل ریاست‌جمهوری و دولت را از چوی کیوها در دوازدهمِ دسامبر ۱۹۷۹ و در طیِ کودتایِ هفدهم مه ۱۹۸۰ سلب کرد و به جمهوری چهارم پایان داد. هاناهه، زان‌پس نقش مهمی در سرکوبِ خشونت‌آمیزِ قیام گوانگجو هم ایفا کرد.
پس از تصرفِ اولیهٔ قدرت، هاناهه در طول دهه ۱۹۸۰، نفوذ بسیاری در سیاست کره‌جنوبی داشت اما پس به‌قدرت‌رسیدنِ دو رئیس‌جمهوری از این گروه یعنی چون دو هوان و نو ته‌او، در سال ۱۹۹۳ کیم یانگ‌سام به ریاست‌جمهوری رسید و هاناهه را به زور منحل کرد. اعضای هاناهه به دلیل نقش‌داشتن در دو کودتا و کشتار گوانگجو، محکوم شدند.

## تاریخچه
دانشنامهٔ فرهنگِ کره، خاستگاه هاناهه را در گروهِ چیل‌سُنگ‌هه (七星會، به معنای گروهی از هفت ستاره) در سال ۱۹۵۸ می‌داند که توسط ۷ تن از جمله نو، چون و جونگ‌هُیُنگ تشکیل شد. این گروه هم به نوبهٔ خود، گسترشی از گروهِ اُسونگ‌هه (五星會) بود که در سال ۱۹۵۱ تشکیل شده‌بود و دارای پنج عضو بود - نو، چون، کیم بُک‌دُنگ، چُی سونگ‌تِک، پاک بیونگ‌ها، و دو عضوِ دیگر از گروهِ چیل‌سُنگ‌هه شامل دو عضو دیگرِ جونگ هُیُنگ و کان ییک‌هیون بود.

## در فرهنگ عامه
فیلمی محصولِ کرهٔ جنوبی در سال ۲۰۲۳ به نامِ «بهار در سئول» (یا «آن روز: ۱۲ دسامبر») پیرامون کودتای همین گروه در ۱۹۷۹ ساخته شده است.